# هيلينا ديكس
هيلينا ديكس (بالإنجليزية: Helena Dix)‏ هي موسيقية أسترالية، ولدت في 26 مايو 1979.